# Walter Scheidel

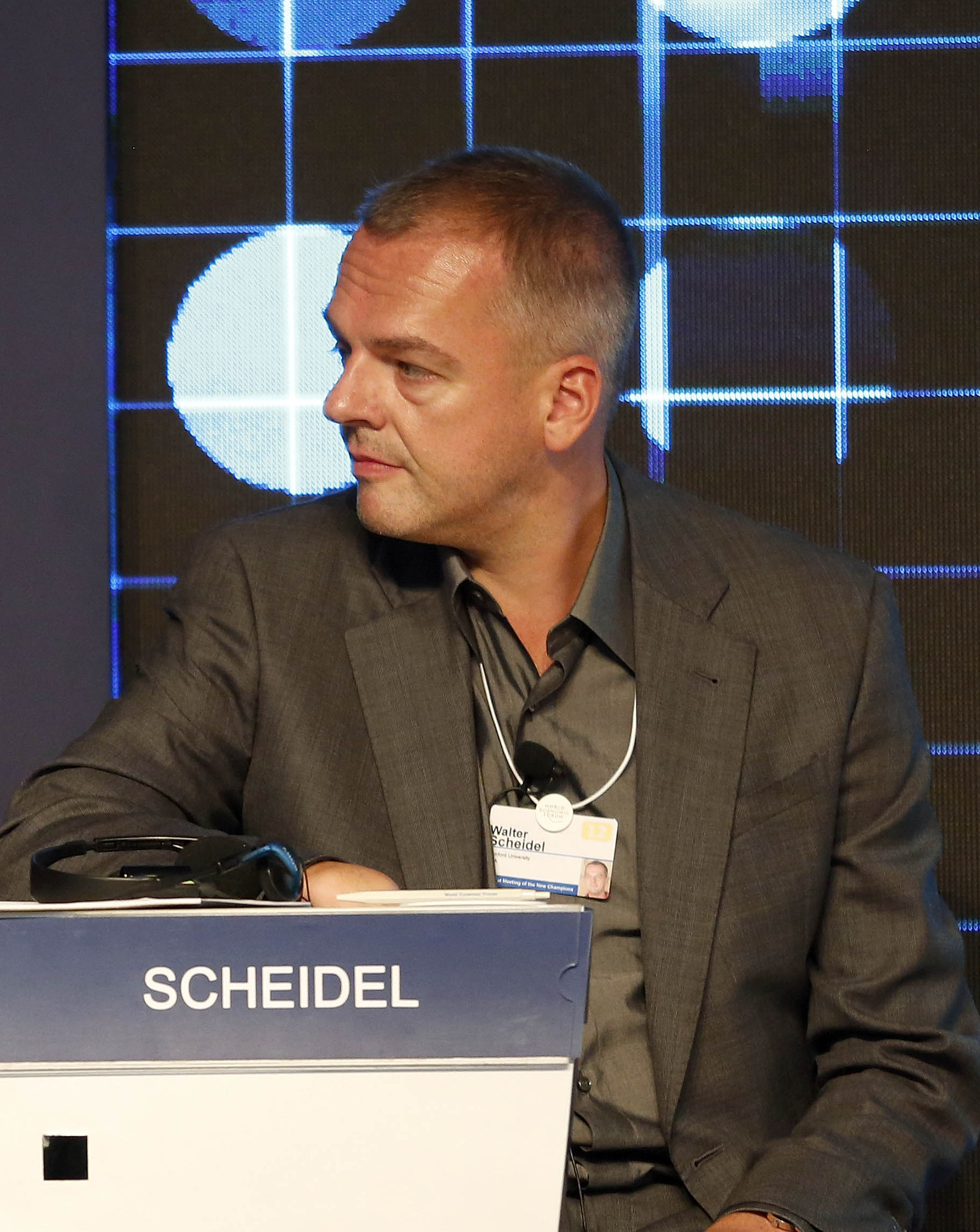
Walter Scheidel

Walter Scheidel (Wenen, 1966), is een Oostenrijks historicus. 

## Biografie
Walter Scheidel studeerde oude geschiedenis en numismatiek aan de universiteit van Wenen. In 1999 verhuist hij naar de VS om aan de Stanford-universiteit en de universiteit van Chicago te werken. In Stanford wordt hij in 2003 hoogleraar. 
Hij is mede-stichter van het Princeton/Stanford Working Papers in Classics. Hij lanceerde samen met Elijah Meeks de interactieve site ORBIS: The Stanford Geospatial Network Model of the Roman World in 2012. 

## Publicaties (selectie)
Naast een 250-tal academische publicatie schreef hij ook een 20-tal boeken waar onder het boek The Great Leveller in 2017. Deze stond op de shortlist voor de Cundill History Prize in 2017 en werd genomineerd als Book of te year voor de Financial Times en McKinsey Business lijst.
Ook werd Escape from Rome (2019) genoemd als een van de beste boeken van 2019. 
- Death on the Nile: Disease and the Demography of Roman Egypt (2001)
- State Power in Ancient China and Rome (2015)
- The Great Leveler: Violence and the History of Inequality from the Stone Age to the Twenty-First Century (2017), isbn 978-0-691-16502-8
- Escape from Rome: The Failure of Empire and the Road to Prosperity (2019), isbn 978-0-691-17218-7*
- The Oxford World History of Empire, 2 volumes (2021), co-redacteur met Peter Fibiger Bang en Christopher Bayly.